# Chavanac
Pour les articles homonymes, voir Chavanac (homonymie).
Chavanac est une commune française située dans le département de la Corrèze en région Nouvelle-Aquitaine. Ses habitants sont appelés les Chavanacois et les Chavanacoises.

## Géographie
Chavanac est une commune située en France, dans le Massif central appartenant au parc naturel régional de Millevaches en Limousin sur la Vézère.

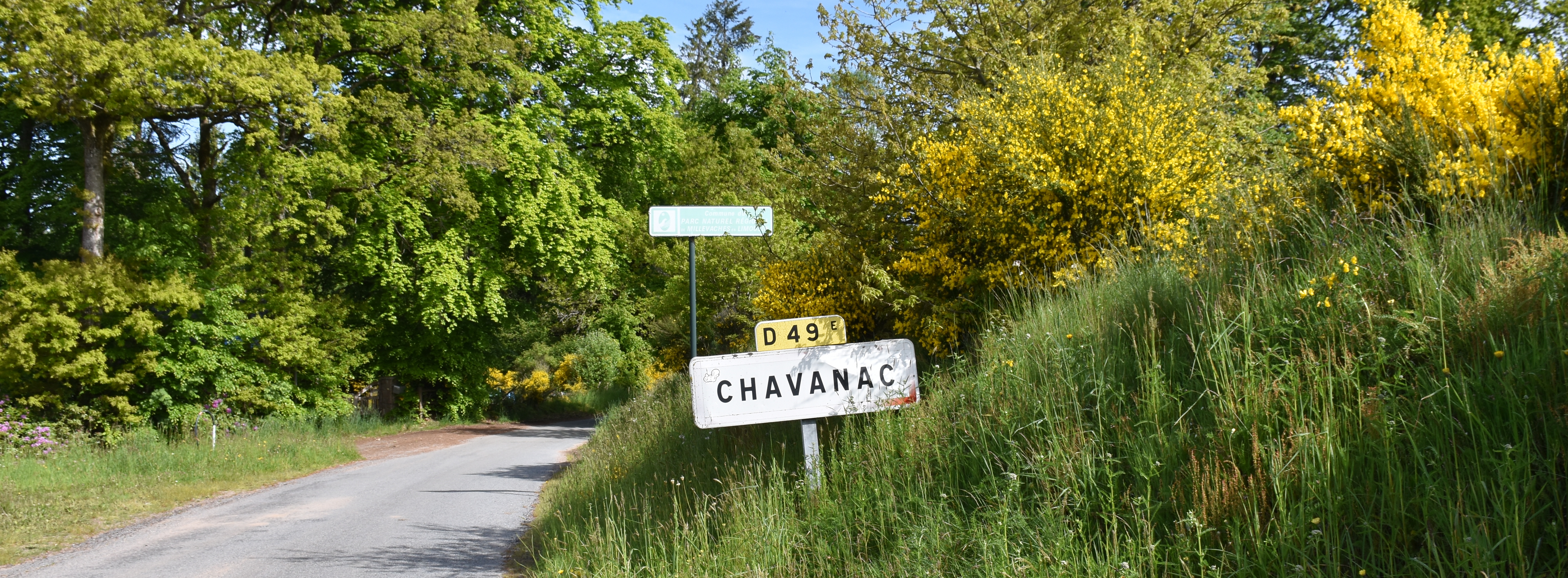
Une entrée de la commune.

### Climat
Pour des articles plus généraux, voir Climat de la Nouvelle-Aquitaine et Climat de la Corrèze.
Historiquement, la commune est exposée à un climat montagnard.  
En 2020, Météo-France publie une typologie des climats de la France métropolitaine dans laquelle la commune est exposée à un climat de montagne et est dans la région climatique  Ouest et nord-ouest du Massif Central, caractérisée par une pluviométrie annuelle de 900 à 1 500 mm, maximale en automne et en hiver.
Pour la période 1971-2000, la température annuelle moyenne est de 8,6 °C, avec  une amplitude thermique annuelle de 14,4 °C. Le cumul annuel moyen de précipitations est de 1 310 mm, avec 15,4 jours de précipitations en janvier et 9,1 jours en juillet. Pour la période 1991-2020, la température moyenne annuelle observée sur la station météorologique la plus proche, située sur la commune de Peyrelevade à 9 km à vol d'oiseau, est de 9,2 °C et le cumul annuel moyen de précipitations est de 1 338,6 mm,. Pour l'avenir, les paramètres climatiques de la commune estimés pour 2050 selon différents scénarios d’émission de gaz à effet de serre sont consultables sur un site dédié publié par Météo-France en novembre 2022.

## Urbanisme

### Typologie
Au 1er janvier 2024, Chavanac est catégorisée commune rurale à habitat très dispersé, selon la nouvelle grille communale de densité à 7 niveaux définie par l'Insee en 2022.
Elle est située hors unité urbaine et hors attraction des villes,.

### Occupation des sols
L'occupation des sols de la commune, telle qu'elle ressort de la base de données européenne d’occupation biophysique des sols Corine Land Cover (CLC), est marquée par l'importance des forêts et milieux semi-naturels (65 % en 2018), une proportion sensiblement équivalente à celle de 1990 (65,2 %). La répartition détaillée en 2018 est la suivante : 
milieux à végétation arbustive et/ou herbacée (44,4 %), prairies (26,2 %), forêts (20,6 %), zones agricoles hétérogènes (8,8 %).
L'évolution de l’occupation des sols de la commune et de ses infrastructures peut être observée sur les différentes représentations cartographiques du territoire : la carte de Cassini (XVIIIe siècle), la carte d'état-major (1820-1866) et les cartes ou photos aériennes de l'IGN pour la période actuelle (1950 à aujourd'hui).

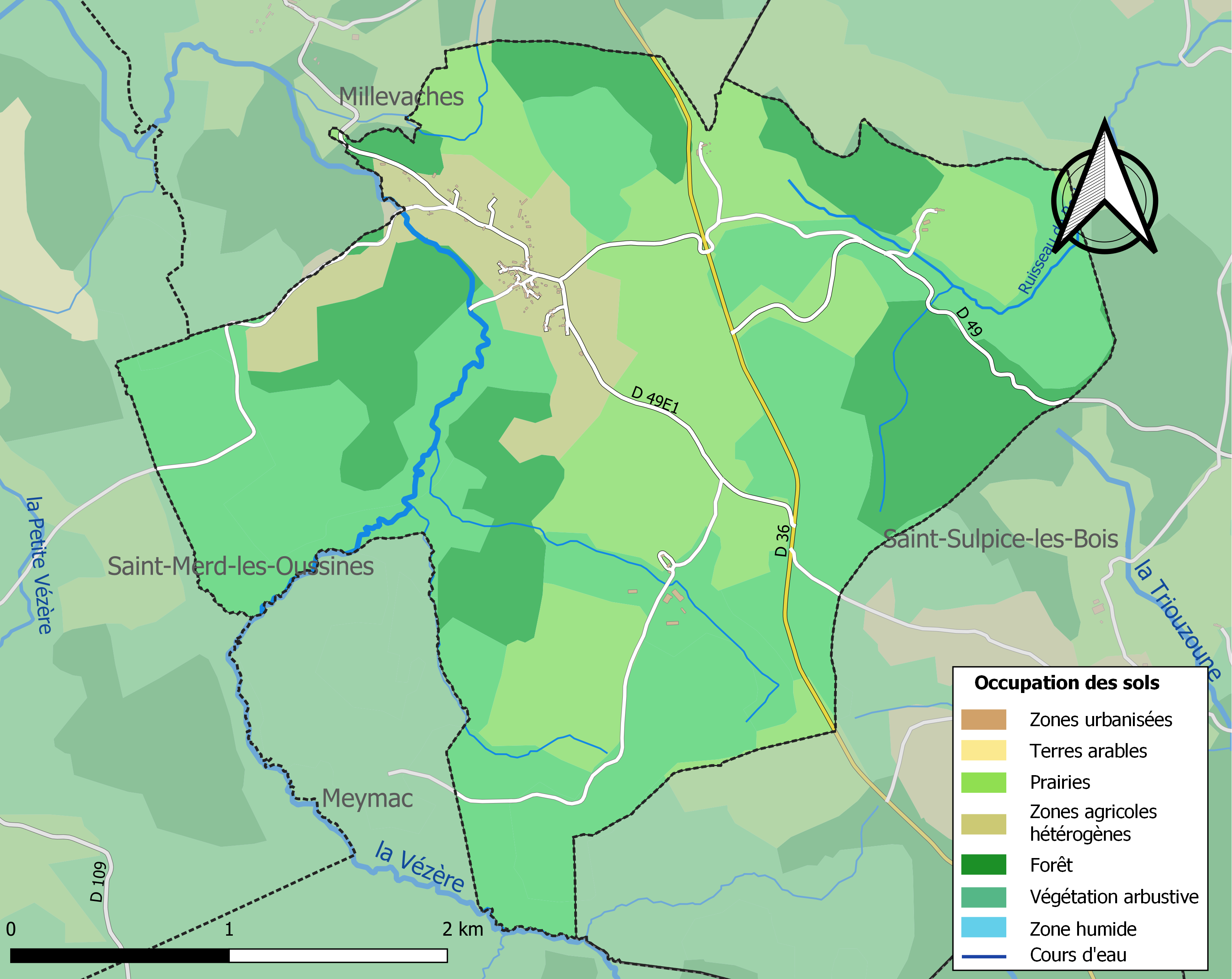
Carte des infrastructures et de l'occupation des sols de la commune en 2018 (CLC).

### Risques majeurs
Le territoire de la commune de Chavanac est vulnérable à différents aléas naturels : météorologiques (tempête, orage, neige, grand froid, canicule ou sécheresse), feux de forêts et séisme (sismicité très faible). Il est également exposé à un risque particulier : le risque de radon. Un site publié par le BRGM permet d'évaluer simplement et rapidement les risques d'un bien localisé soit par son adresse soit par le numéro de sa parcelle.

#### Risques naturels

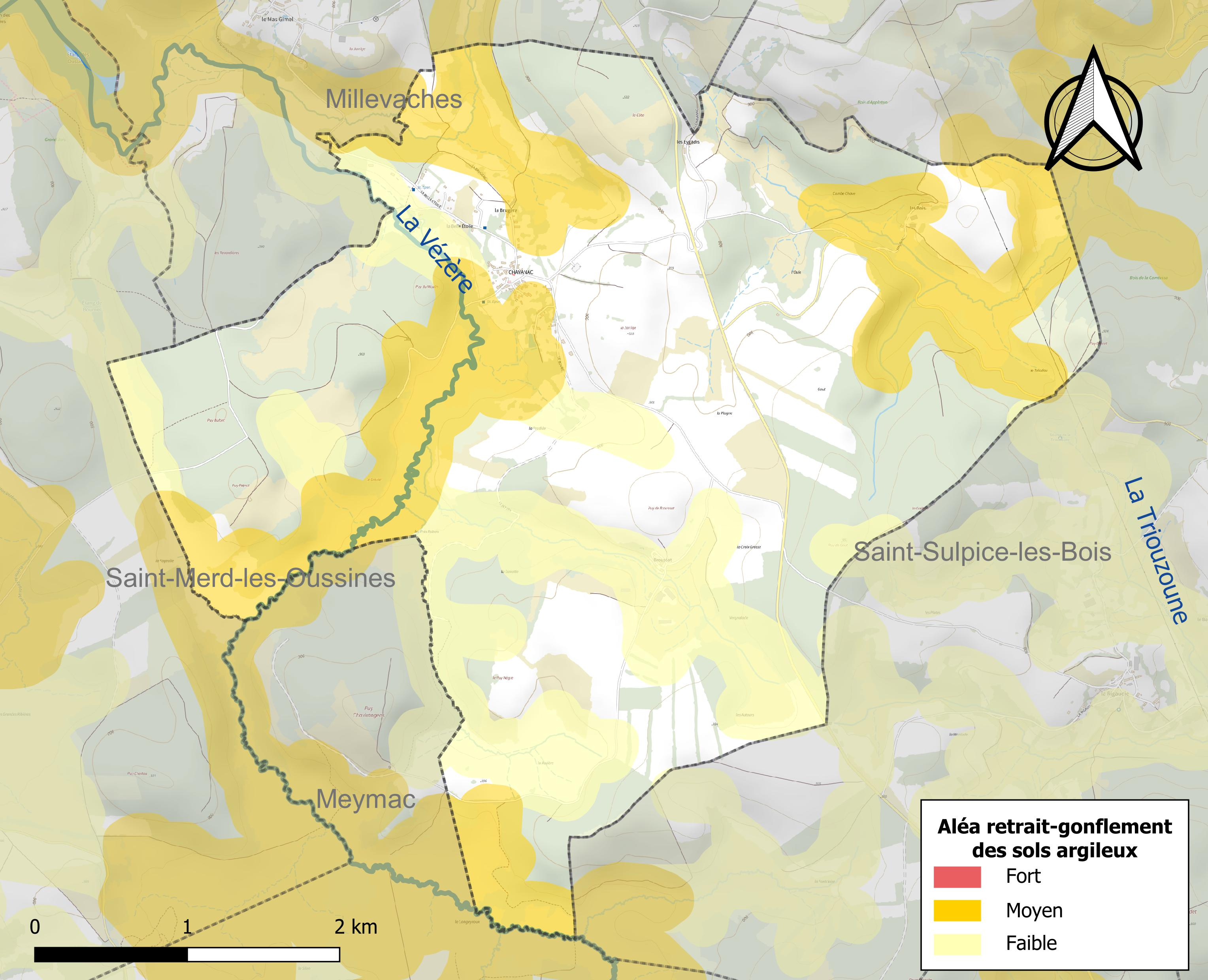
Carte des zones d'aléa retrait-gonflement des sols argileux de Chavanac.

Le retrait-gonflement des sols argileux est susceptible d'engendrer des dommages importants aux bâtiments en cas d’alternance de périodes de sécheresse et de pluie. 26,2 % de la superficie communale est en aléa moyen ou fort (26,8 % au niveau départemental et 48,5 % au niveau national). Sur les 63 bâtiments dénombrés sur la commune en 2019,  25 sont en aléa moyen ou fort, soit 40 %, à comparer aux 36 % au niveau départemental et 54 % au niveau national. Une cartographie de l'exposition du territoire national au retrait gonflement des sols argileux est disponible sur le site du BRGM,.
Concernant les feux de forêt, aucun plan de prévention des risques incendie de forêt (PPRIF) n’a été établi en Corrèze, néanmoins le code de l’urbanisme impose la prise en compte des risques dans les documents d’urbanisme. Le périmètre des servitudes d'utilité publique et des zones d'obligation légale de débroussaillement pour les particuliers est quant à lui défini pour la commune dans une carte dédiée. 

#### Risque particulier
Dans plusieurs parties du territoire national, le radon, accumulé dans certains logements ou autres locaux, peut constituer une source significative d’exposition de la population aux rayonnements ionisants. Certaines communes du département sont concernées par le risque radon à un niveau plus ou moins élevé. Selon la classification de 2018, la commune de Chavanac est classée en zone 3, à savoir zone à potentiel radon significatif. 

## Les Hospitaliers
L'Église de la Nativité-de-Saint-Jean-Baptiste, ancienne commanderie (1374/75) devenue ensuite un membre de la commanderie de Bellechassagne de l'ordre de Saint-Jean de Jérusalem.

## Politique et administration

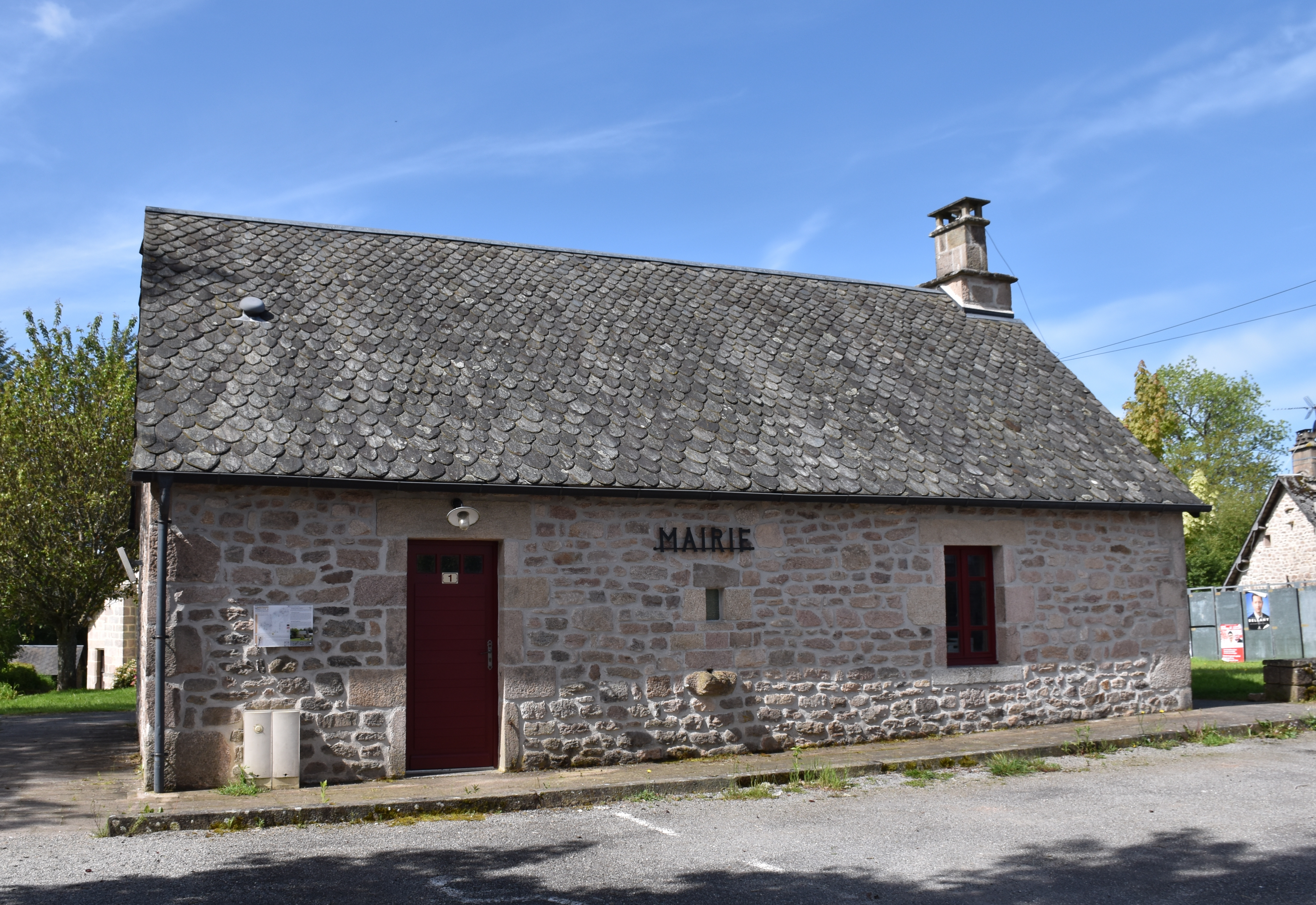
La mairie: implantée en ce lieu en 2003 grâce au déplacement, pierre par pierre, d'une maison de la commune.

## Démographie

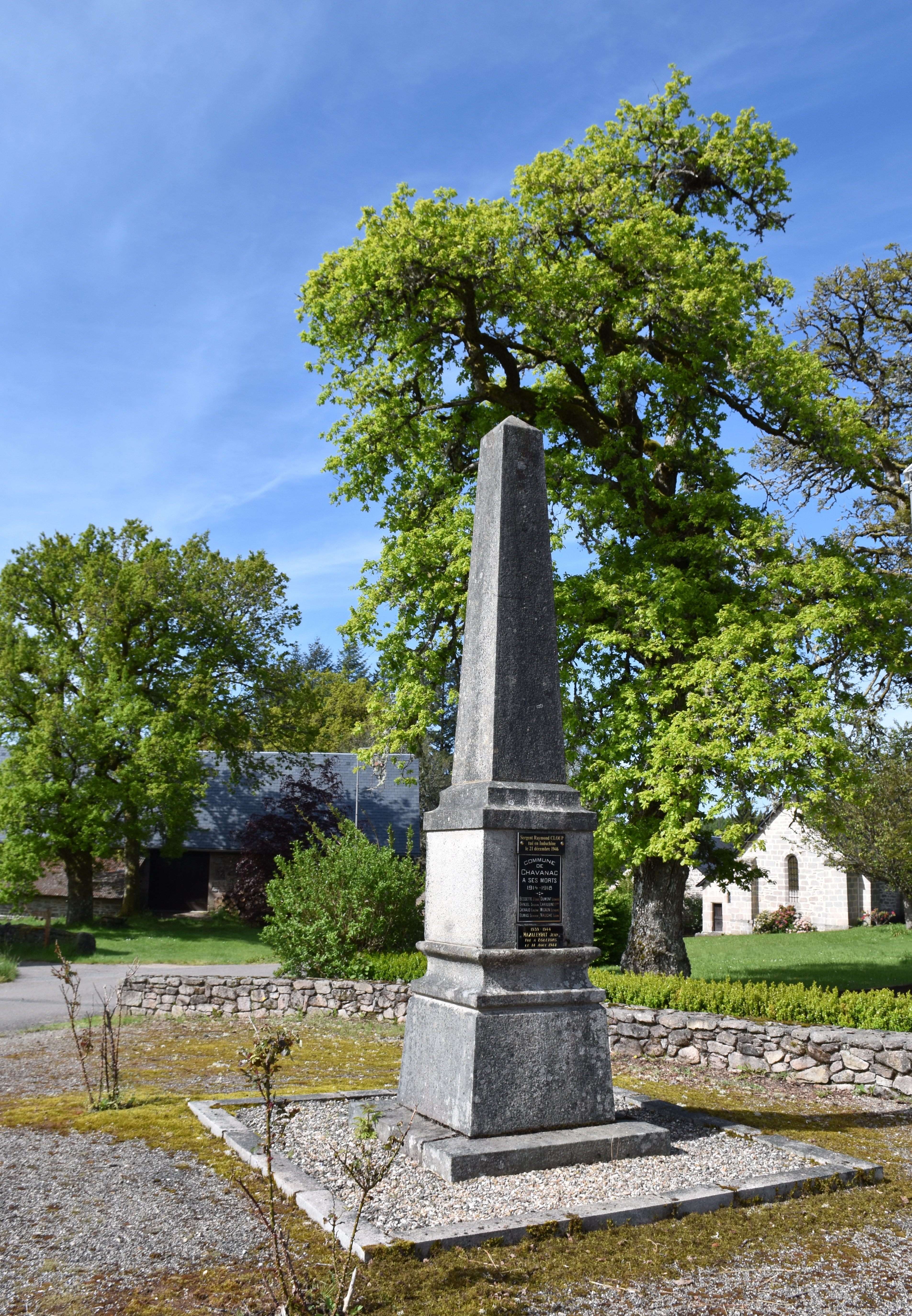
Le monument aux morts.

| 1793 | 1800 | 1806 | 1821 | 1831 | 1836 | 1841 | 1846 | 1851 |
| ---- | ---- | ---- | ---- | ---- | ---- | ---- | ---- | ---- |
| 235  | 202  | 207  | 203  | 208  | 226  | 295  | 288  | 280  |

| 1856 | 1861 | 1866 | 1872 | 1876 | 1881 | 1886 | 1891 | 1896 |
| ---- | ---- | ---- | ---- | ---- | ---- | ---- | ---- | ---- |
| 319  | 300  | 290  | 316  | 314  | 316  | 226  | 252  | 224  |

| 1901 | 1906 | 1911 | 1921 | 1926 | 1931 | 1936 | 1946 | 1954 |
| ---- | ---- | ---- | ---- | ---- | ---- | ---- | ---- | ---- |
| 220  | 230  | 203  | 150  | 137  | 179  | 174  | 98   | 75   |

| 1962 | 1968 | 1975 | 1982 | 1990 | 1999 | 2004 | 2006 | 2009 |
| ---- | ---- | ---- | ---- | ---- | ---- | ---- | ---- | ---- |
| 67   | 67   | 46   | 48   | 34   | 49   | 59   | 63   | 57   |

| 2014 | 2019 | 2022 | - | - | - | - | - | - |
| ---- | ---- | ---- | - | - | - | - | - | - |
| 52   | 50   | 49   | - | - | - | - | - | - |

## Lieux et monuments

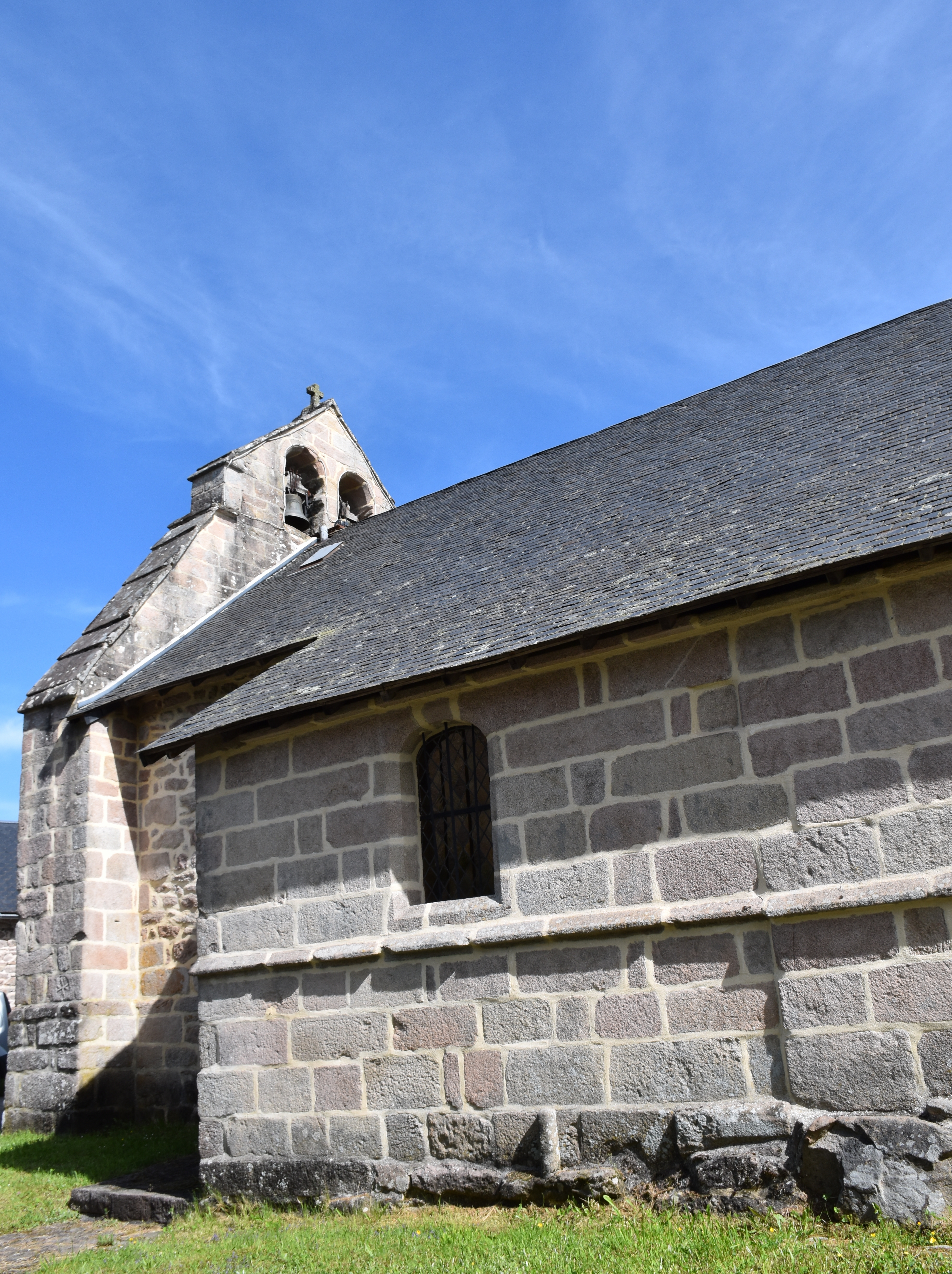
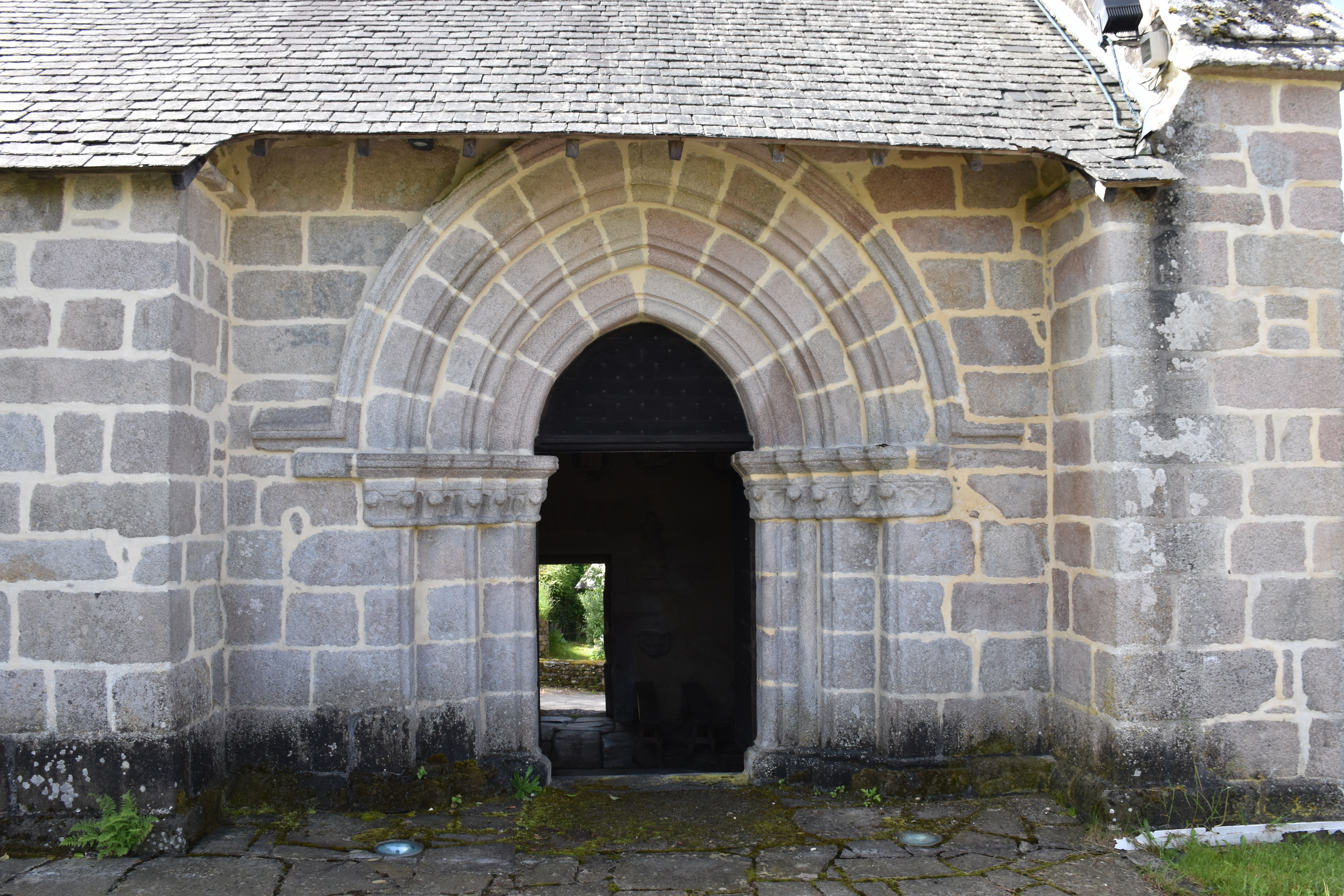
Le portail latéral nord.
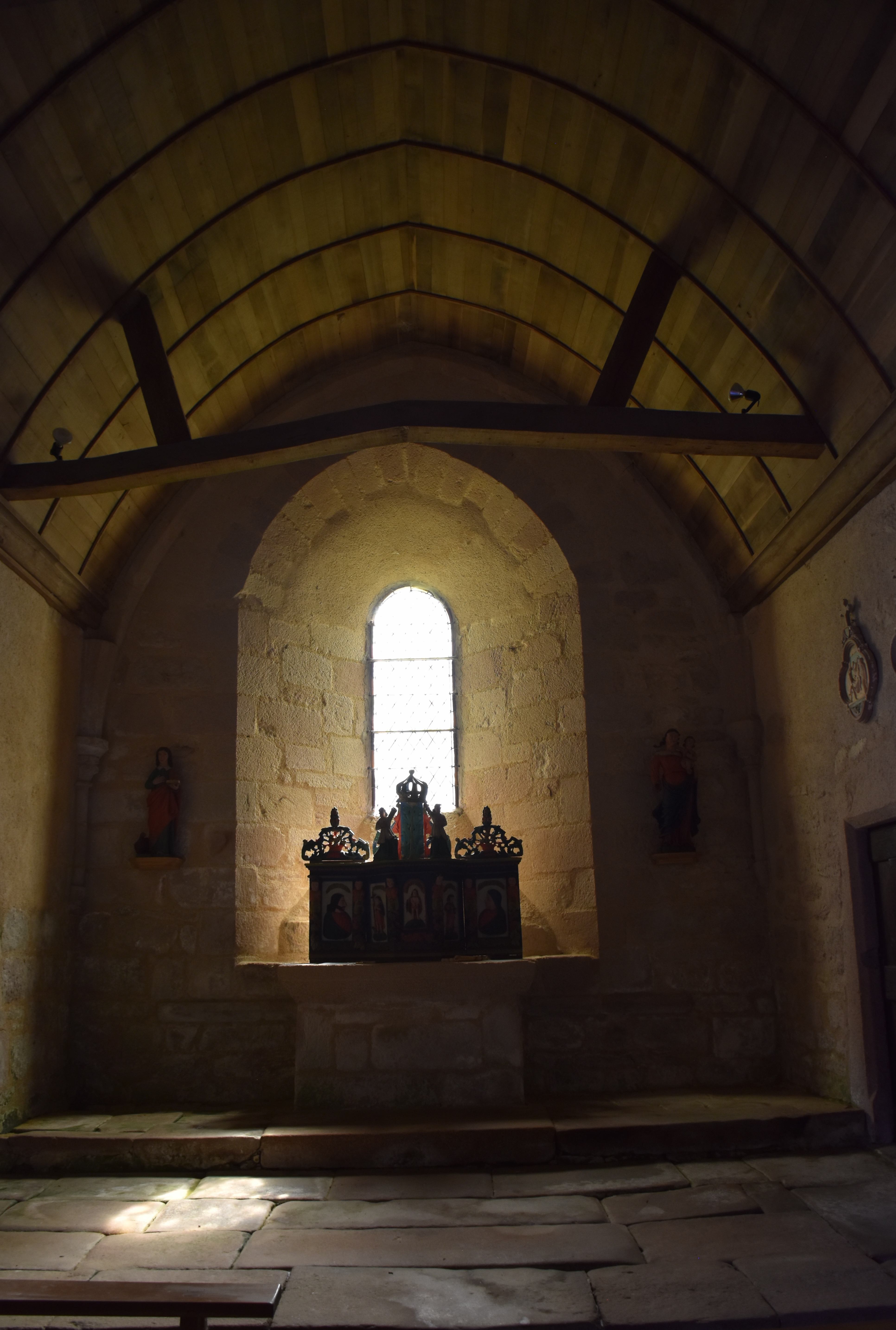
Le chœur.
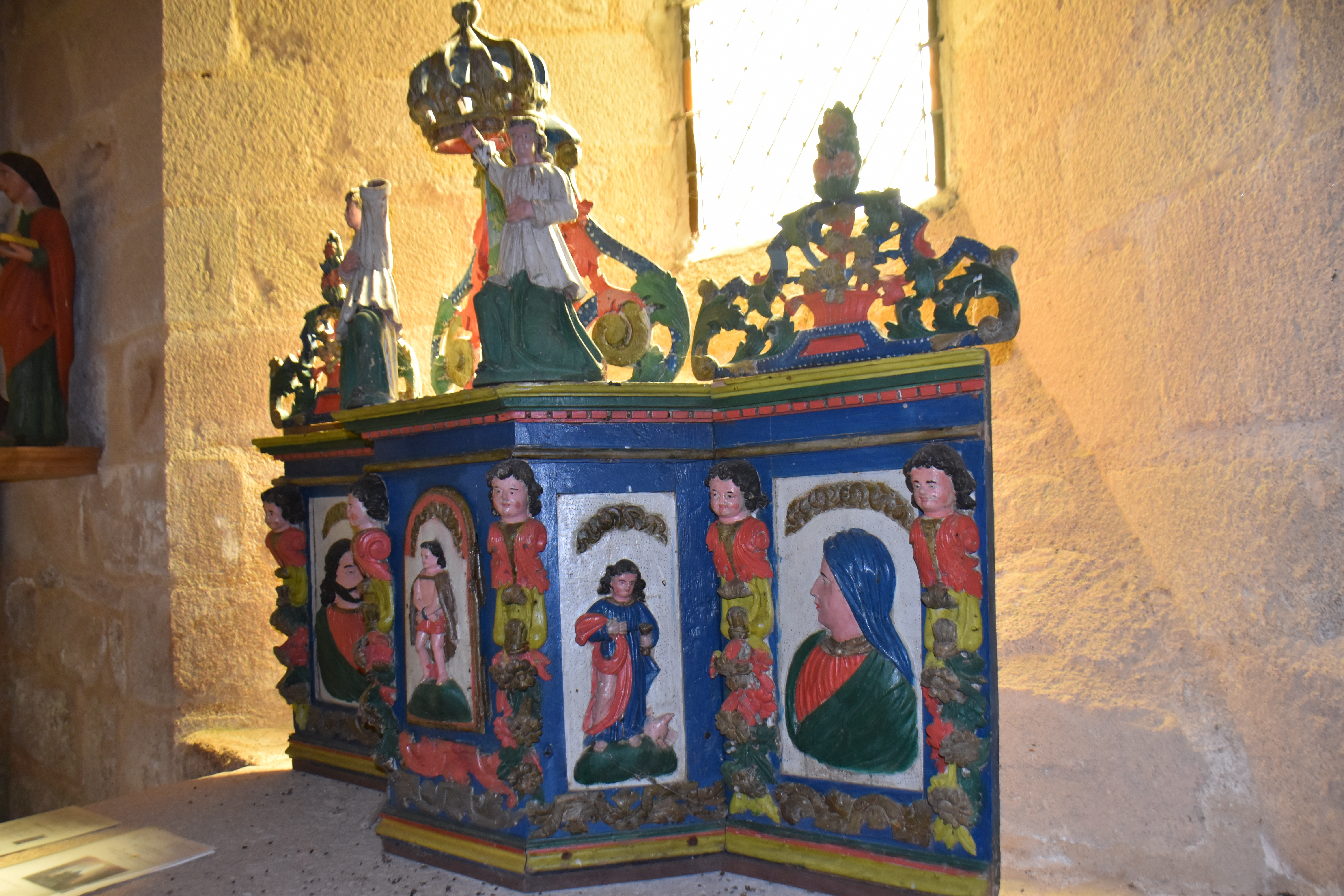
Le retable.
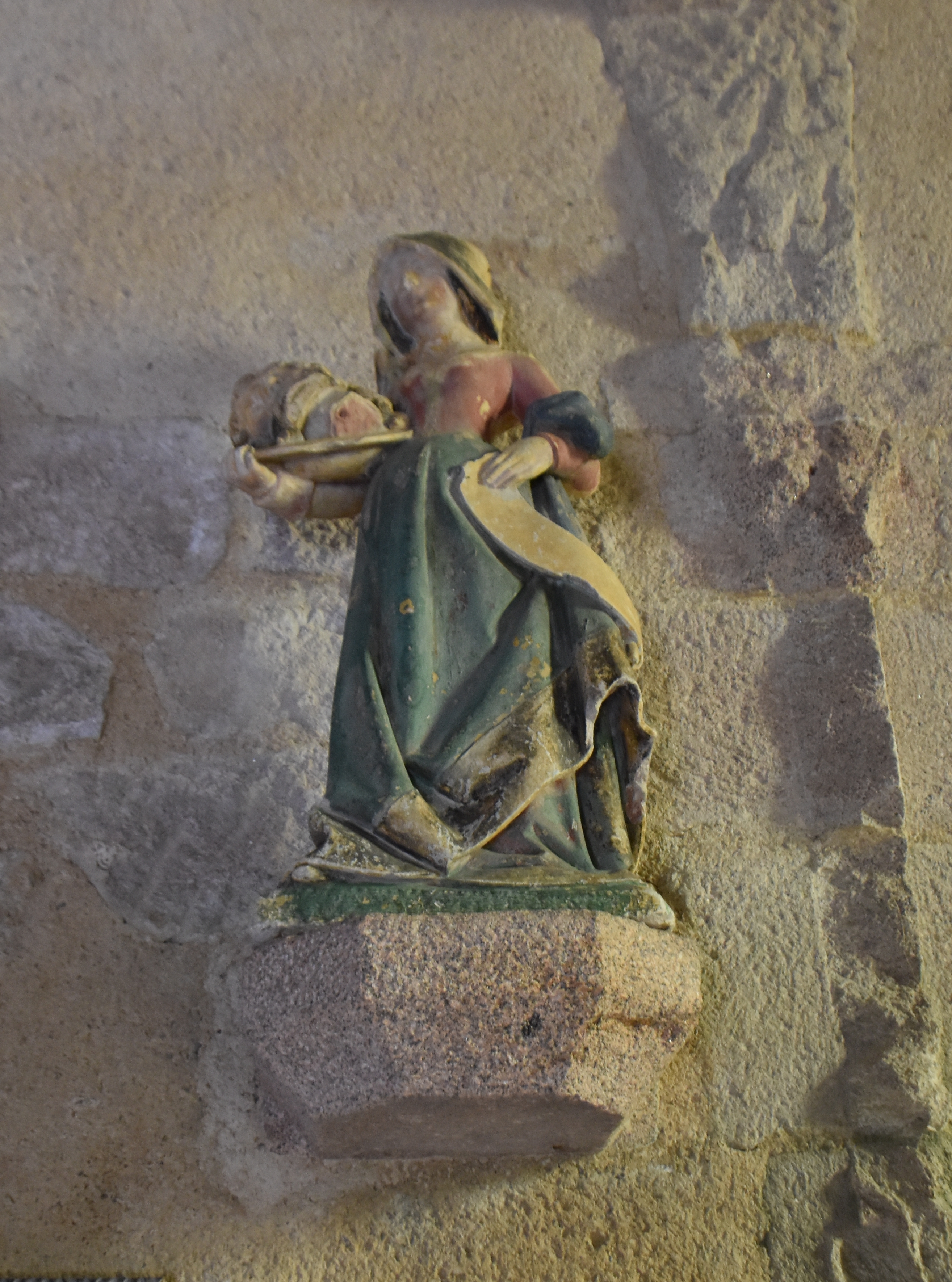
La Dansarelle.

- Tourbière du Longeyroux.

## Héraldique
| Blason de Chavanac | Blason  | D'or à la dansarelle au naturel. |
| Blason de Chavanac | Détails | La Dansarelle est une statue du XVe siècle, représentant Salomé portant la tête de Saint Jean-Baptiste sur un plateau. Le statut officiel du blason reste à déterminer. |

### références
1. ↑  « Observatoire régional sur l'agriculture et le changement climatique (ORACLE) en Nouvelle-Aquitaine. » [PDF], sur haute-vienne.chambre-agriculture.fr, 2018 (consulté le 9 novembre 2023), p. 2.
2. ↑  « Zonages climatiques en France métropolitaine. », sur pluiesextremes.meteo.fr (consulté le 9 novembre 2023).
3. ↑  Daniel Joly, Thierry Brossard, Hervé Cardot, Jean Cavailhes, Mohamed Hilal et Pierre Wavresky, « Les types de climats en France, une construction spatiale », Cybergéo, revue européenne de géographie - European Journal of Geography, no 501,‎ 18 juin 2010 (DOI 10.4000/cybergeo.23155, lire en ligne, consulté le 9 novembre 2023)
4. ↑  « Orthodromie entre Chavanac et Peyrelevade », sur fr.distance.to (consulté le 9 novembre 2023).
5. ↑  « Station Météo-France « Peyrelevade » (commune de Peyrelevade) - fiche climatologique - période 1991-2020 », sur donneespubliques.meteofrance.fr (consulté le 9 novembre 2023).
6. ↑  « Station Météo-France « Peyrelevade » (commune de Peyrelevade) - fiche de métadonnées. », sur donneespubliques.meteofrance.fr (consulté le 9 novembre 2023).
7. ↑  « Climadiag Commune : diagnostiquez les enjeux climatiques de votre collectivité. », sur meteofrance.fr, novembre 2022 (consulté le 9 novembre 2023).
8. ↑  « La grille communale de densité », sur le site de l’Insee, 28 mai 2024 (consulté le 24 juin 2024).
9. ↑  Insee, « Métadonnées de la commune ».
10. ↑  « Base des aires d'attraction des villes 2020. », sur insee.fr, 21 octobre 2020 (consulté le 24 juin 2024).
11. ↑  Marie-Pierre de Bellefon, Pascal Eusebio, Jocelyn Forest, Olivier Pégaz-Blanc et Raymond Warnod (Insee), « En France, neuf personnes sur dix vivent dans l’aire d’attraction d’une ville », sur insee.fr, 21 octobre 2020 (consulté le 24 juin 2024).
12. ↑  « CORINE Land Cover (CLC) - Répartition des superficies en 15 postes d'occupation des sols (métropole). », sur le site des données et études statistiques du ministère de la Transition écologique. (consulté le 17 avril 2021).
13. ↑  « Les risques près de chez moi - commune de Chavanac », sur Géorisques (consulté le 29 septembre 2024)
14. ↑  BRGM, « Évaluez simplement et rapidement les risques de votre bien », sur Géorisques (consulté le 29 septembre 2024)
15. ↑  « Retrait-gonflement des argiles », sur le site de l'observatoire national des risques naturels (consulté le 29 septembre 2024)
16. ↑  « Risque de feu de forêt près de chez moi, sur la commune de Chavanac », sur Géorisques (consulté le 29 septembre 2024)
17. ↑  « Cartographie du risque radon en France. », sur le site de l’IRSN, janvier 2021 (consulté le 29 septembre 2024)
18. ↑  Georges Guigue, Inventaire-Sommaire des archives départementales antérieures à 1790 : Rhône - Archives Ecclésiastiques - Série H - H1 à H 702 - Ordre de Malte -Langue d'Auvergne , t. I, 1895 (lire en ligne), p. 197 (H. 244.)Chavanhac. Ce document comptable permet de connaître le nom des principales commanderies de la langue d'Auvergne au XIVe siècle..
19. ↑  Louis-Augustin Vayssière, « L’Ordre de Saint-Jean de Jérusalem ou de Malte en Limousin et dans l’ancien diocèse de Limoges », Bulletin de la Société des lettres, sciences et arts de la Corrèze,‎ 1884, p. 74, lire en ligne sur Gallica.
20. ↑  https://commons.wikimedia.org/wiki/File:Chavanac_-_La_mairie_A.jpg
21. ↑  « Les maires de Chavanac », sur Site francegenweb, mars 2019 (consulté le 16 décembre 2021).
22. ↑  L'organisation du recensement, sur insee.fr.
23. ↑  Calendrier départemental des recensements, sur insee.fr.
24. ↑  Des villages de Cassini aux communes d'aujourd'hui sur le site de l'École des hautes études en sciences sociales.
25. ↑  Fiches Insee - Populations de référence de la commune pour les années 2006, 2007, 2008, 2009, 2010, 2011, 2012, 2013, 2014, 2015, 2016, 2017, 2018, 2019, 2020, 2021 et 2022.
26. ↑  Armorial de France, p. 7967